# Pioneer H

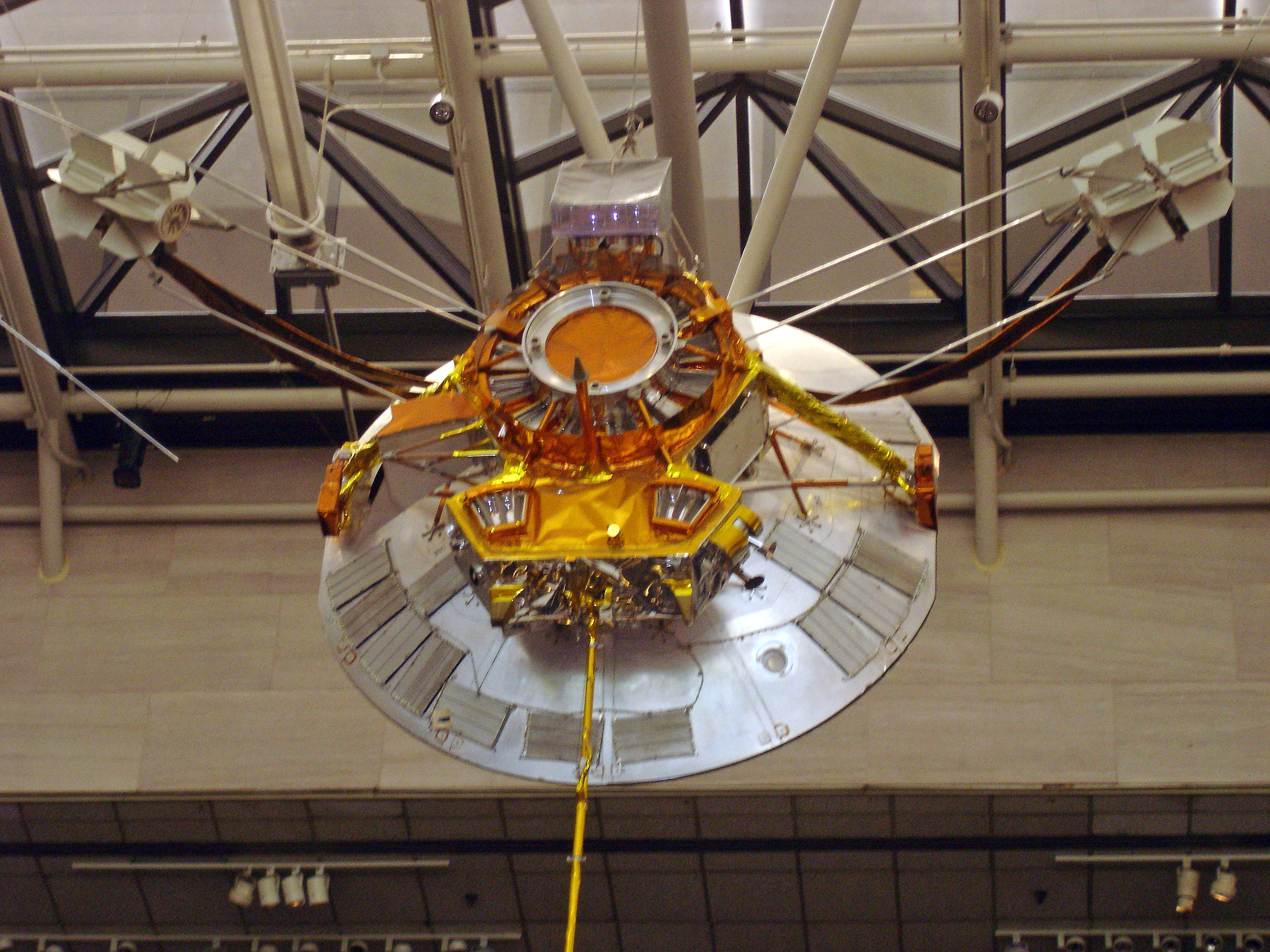
La sonde Pioneer H exposée au National Air and Space Museum à Washington.

Pioneer H est une sonde spatiale du programme Pioneer, de la NASA, prévue au départ pour un lancement en 1974 à la suite d'un projet de mission vers Jupiter proposé en 1971. 
La sonde est fabriquée à partir des pièces de rechange des sondes Pioneer F et G (appelées Pioneer 10 et Pioneer 11 après le lancement) mais jamais lancée. Pioneer H est désormais exposée au National Air and Space Museum à Washington depuis janvier 1977.
La mission qui aurait dû utiliser l'assistance gravitationnelle de Jupiter pour quitter le plan de l'écliptique est effectuée par la sonde Ulysses lancée en 1990.